# Sinocladia
Sinocladia, rod crvenih algi iz porodice Liagoraceae opisan tek 2005. godine. Taksonomski je priznat kao zaseban rod. Postoji nekoliko vrtsta, sve su morske. Tipična je S. paniculata kod otoka Hainan u Kini.

## Vrste
1. Sinocladia divergenscata C.K.Tseng & W.Li
2. Sinocladia dongjiaoensis C.K.Tseng & W.Li
3. Sinocladia flabelliformis C.K.Tseng & W.Li
4. Sinocladia hainanensis C.K.Tseng & W.Li
5. Sinocladia paniculata C.K.Tseng & W.Li – tip
6. Sinocladia pinnata C.K.Tseng & W.Li
7. Sinocladia qionghaiensis C.K.Tseng & W.Li
8. Sinocladia ramosissima C.K.Tseng & W.Li

## Vanjske poveznice
|  | Zajednički poslužitelj ima još gradiva o temi Sinocladia |
|  | Wikivrste imaju podatke o taksonu Sinocladia             |